# Rutela sanguinolenta
Rutela sanguinolenta är en skalbaggsart som beskrevs av Waterhouse 1874. Rutela sanguinolenta ingår i släktet Rutela och familjen Rutelidae. Utöver nominatformen finns också underarten R. s. rufipennis.